# 武昌號巡防艦
武昌號飛彈巡防艦（舷號PFG-1207），原形為法國海軍拉法葉級巡防艦，為中華民國海軍康定級巡防艦五號艦，隸屬海軍一二四艦隊，母港為左營軍港，於1995年7月1日在法國海軍造船局洛里昂造船廠安放龍骨，1995年11月27日下水。完成交艦儀式後，自法國啟航後經大西洋、巴拿馬運河和太平洋抵達台灣，並於1997年12月16日正式服役。主要執行台灣海峽周遭防空、反潛、護航、反封鎖及聯合水面截擊作戰。

## 艦史

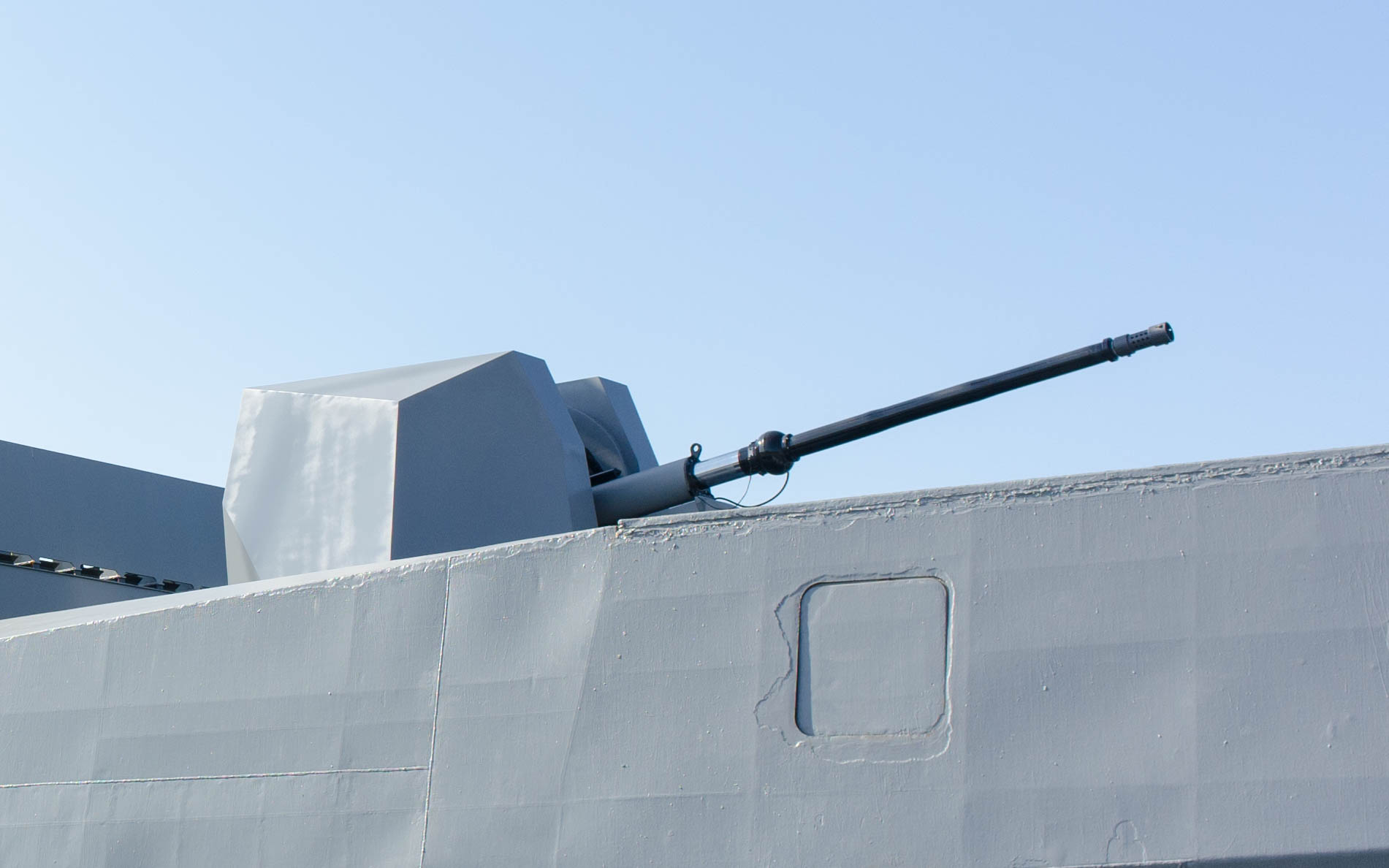
武昌軍艦艦首換裝國產試製新型匿蹤砲盾的奧托布雷達76公厘艦炮，攝於2014年左營軍港營區開放活動

2014年，武昌號被發現換裝中科院開發的76mm匿蹤砲塔殼。
2018年1月31日，中華民國國防部在海軍左營基地進行「春節加強戰備演訓」，以武昌軍艦為旗艦，而武昌軍艦上校艦長黃淑卿是中華民國海軍首位一級作戰艦女性艦長。
2019年3月7日武昌軍艦在左營軍港進行裝備保養及準備敦睦遠航訓練支隊的訓練時，一名士兵從3層樓高的甲板摔到碼頭上，造成多處骨折；3月11日又有一名士兵從梯口摔落碼頭。
2019年武昌軍艦參與敦睦遠航訓練支隊，證實改用OTO設計之匿蹤炮塔外殼。

## 圖庫

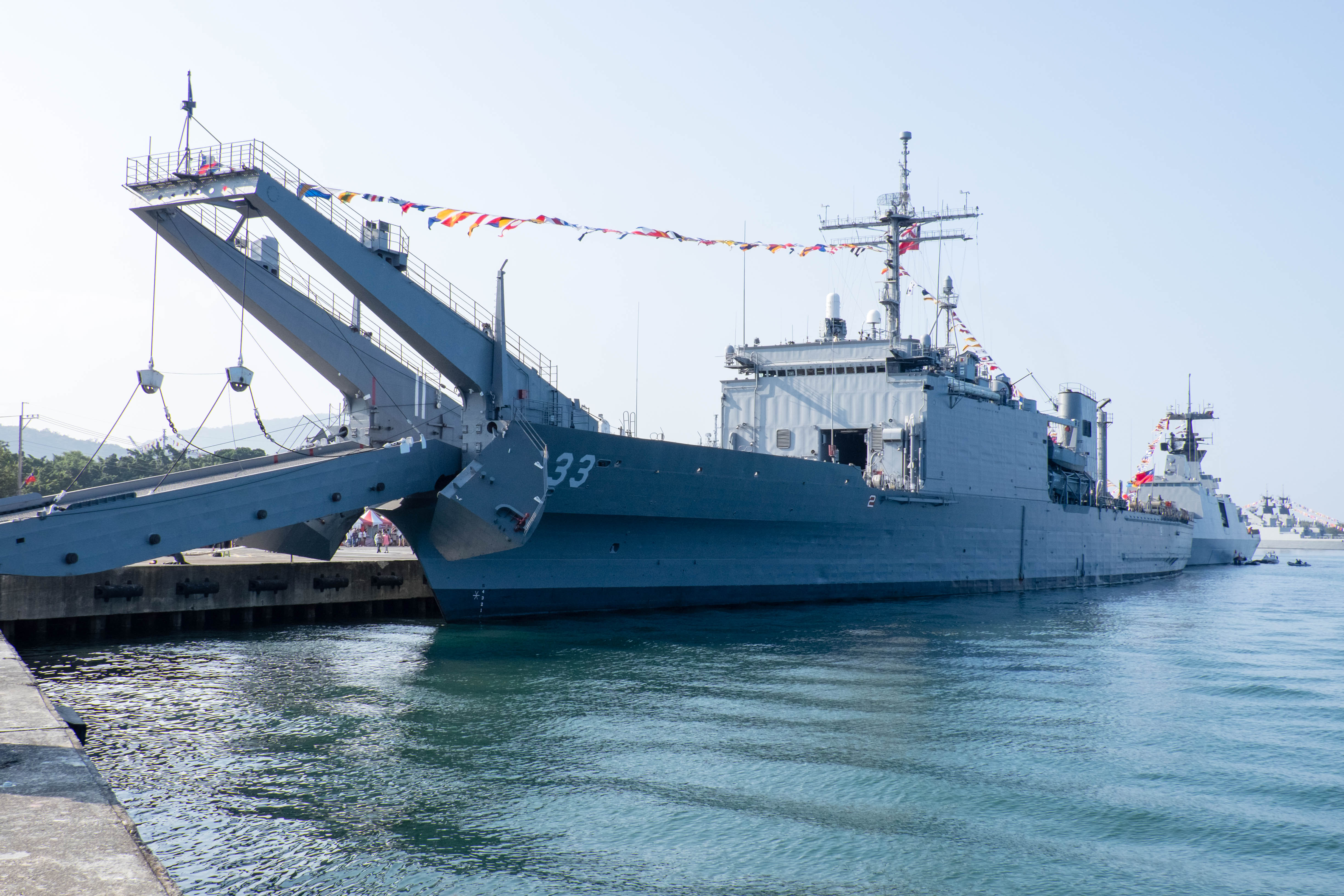
2014年左營軍港營區開放活動下午，東六號碼頭的中平號戰車登陸艦（LST-233）左舷前方，其後是武昌軍艦
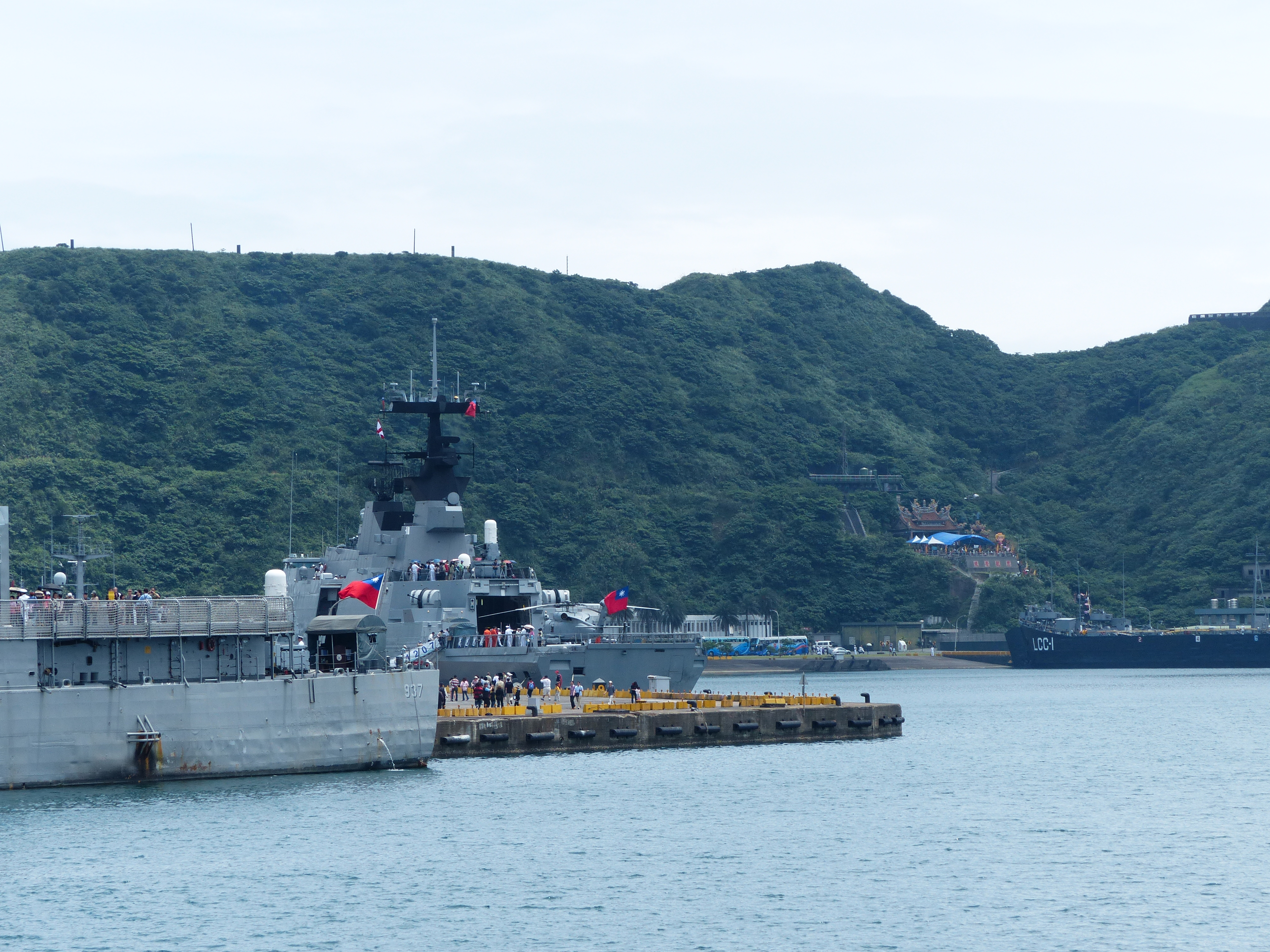
2013年中正軍港營區開放活動，由12號碼頭濟陽級鳳陽號巡防艦（FFG-933）艦尾右舷，東望11號碼頭巡防艦淮陽（FFG-937）與10號碼頭武昌軍艦（PFG-1207）艦尾。右側遠方是高雄號兩棲指揮艦（LCC-1），山上廟宇是北方澳進安宮
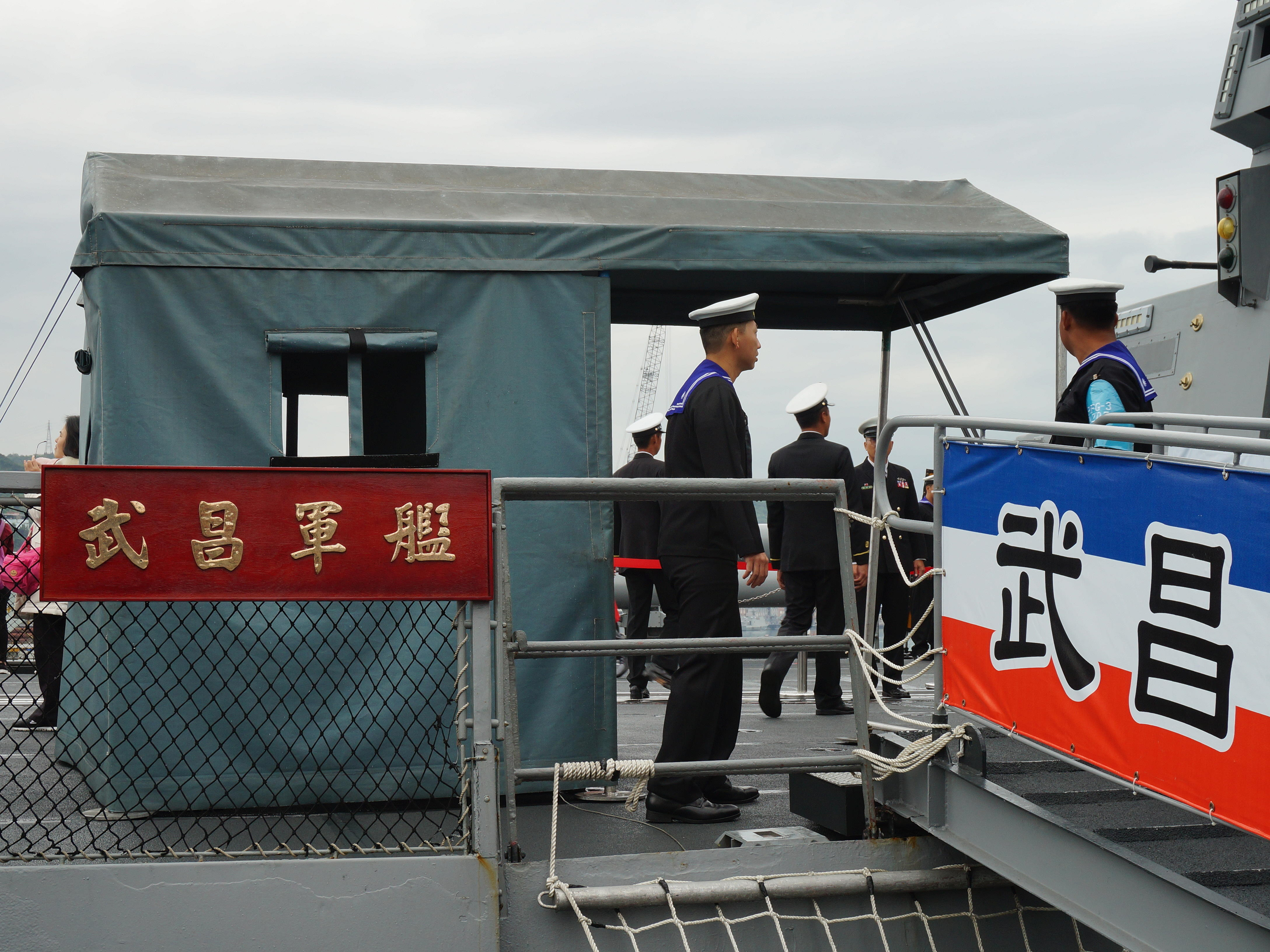
中華民國海軍2019年敦睦遠航訓練支隊訪問基隆，武昌軍艦傳令兵駐守右舷後部舷梯
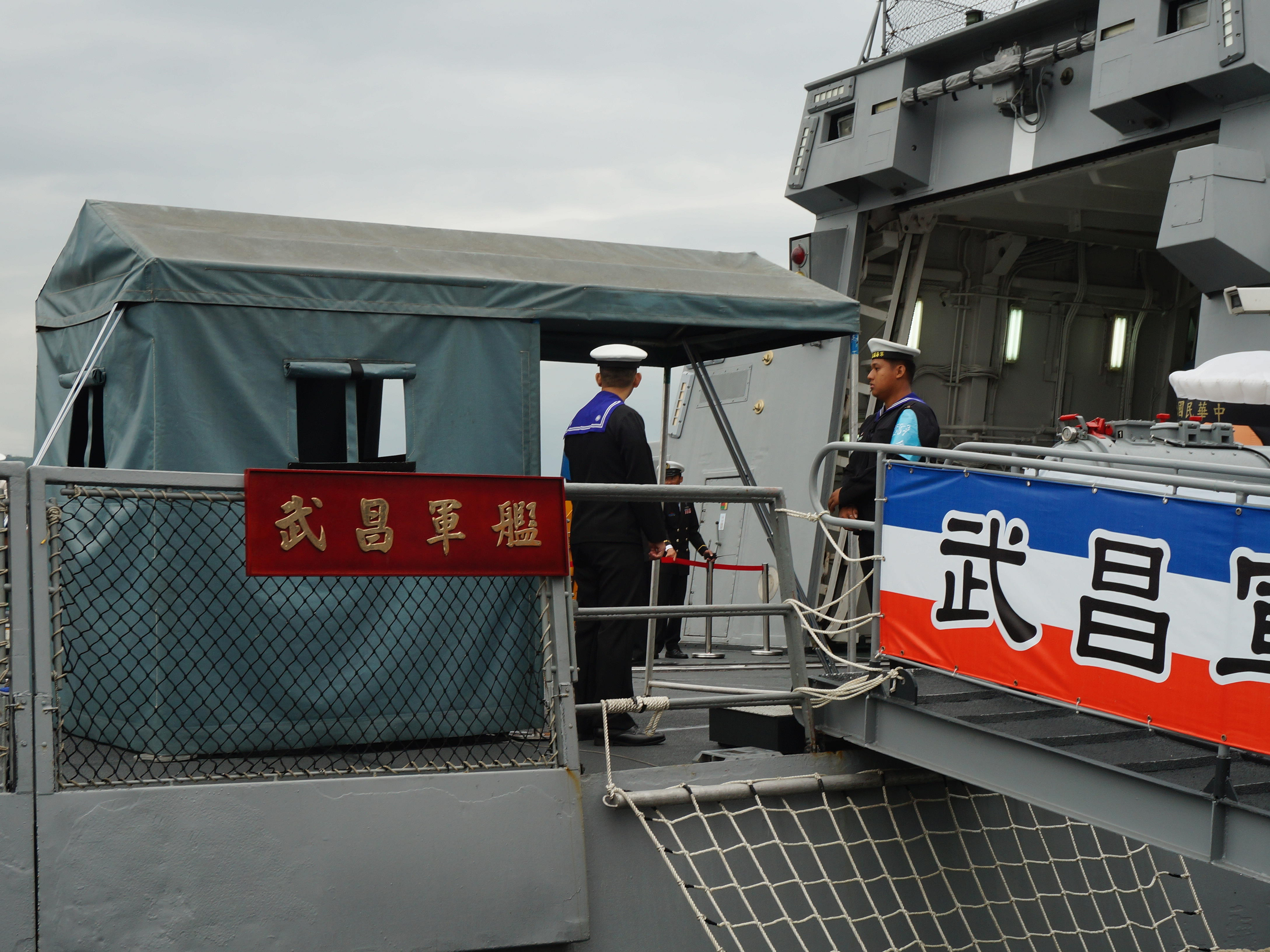
中華民國海軍2019年敦睦遠航訓練支隊訪問基隆，武昌軍艦傳令兵駐守右舷後部舷梯
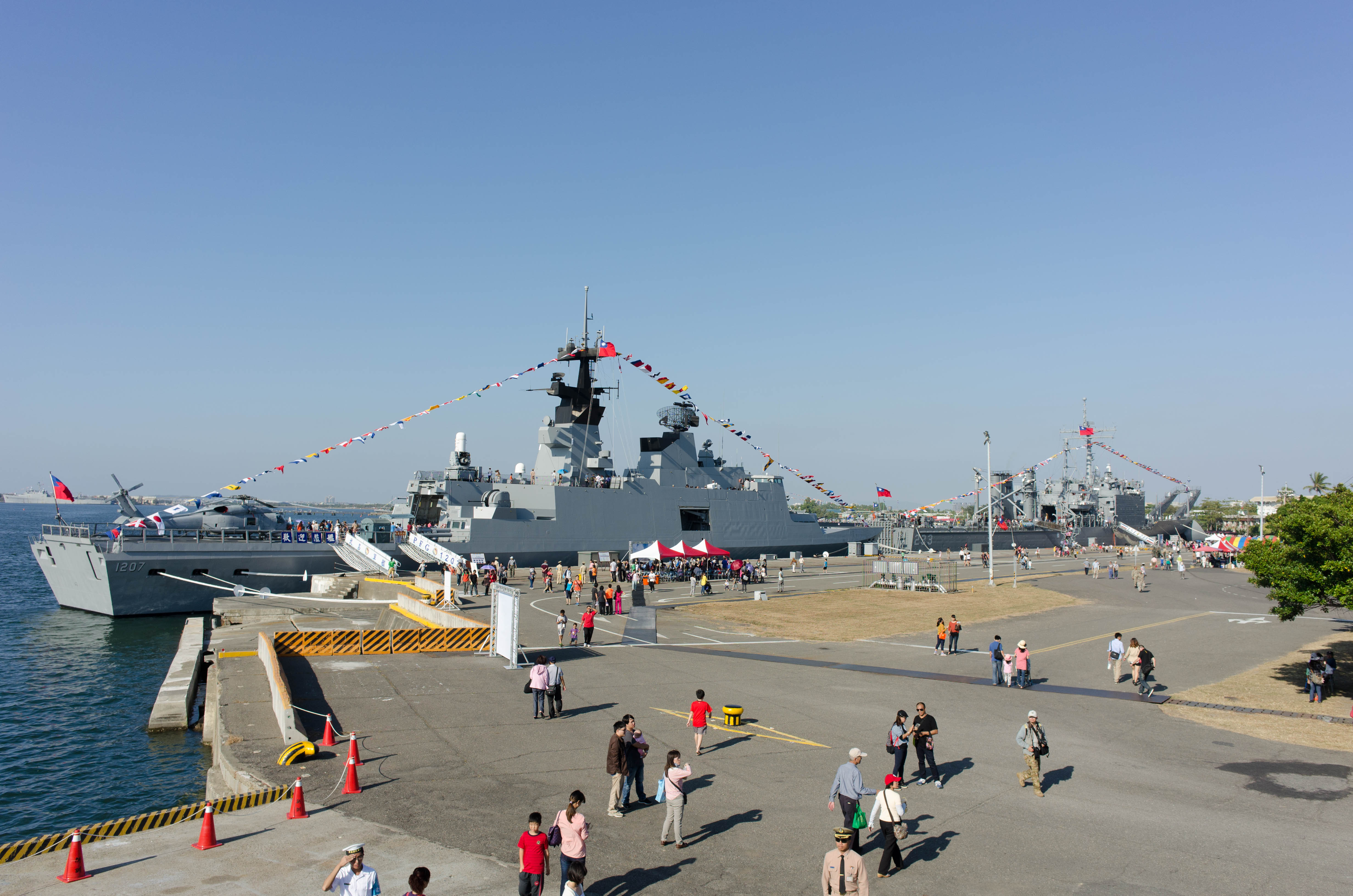
2014年左營軍港營區開放活動下午，停泊前方東五號碼頭的武昌軍艦與後方東六號碼頭的中平號戰車登陸艦（LST-233），攝於濟陽級巡防艦蘭陽軍艦（FFG-945）艦尾
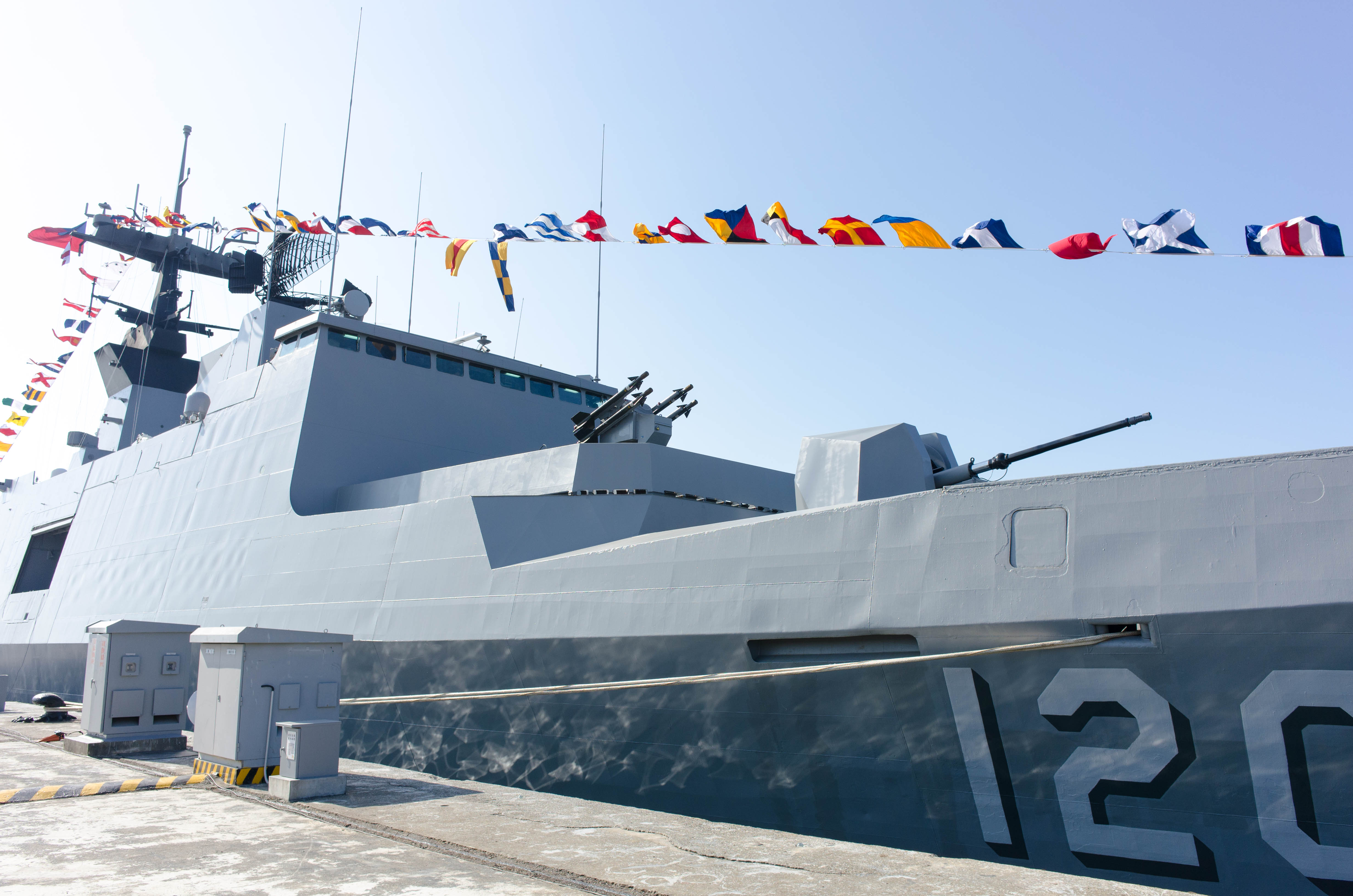
2014年左營軍港營區開放活動，東五號碼頭的武昌軍艦右舷前部特寫，留意換裝試製新型匿蹤砲盾的76快炮
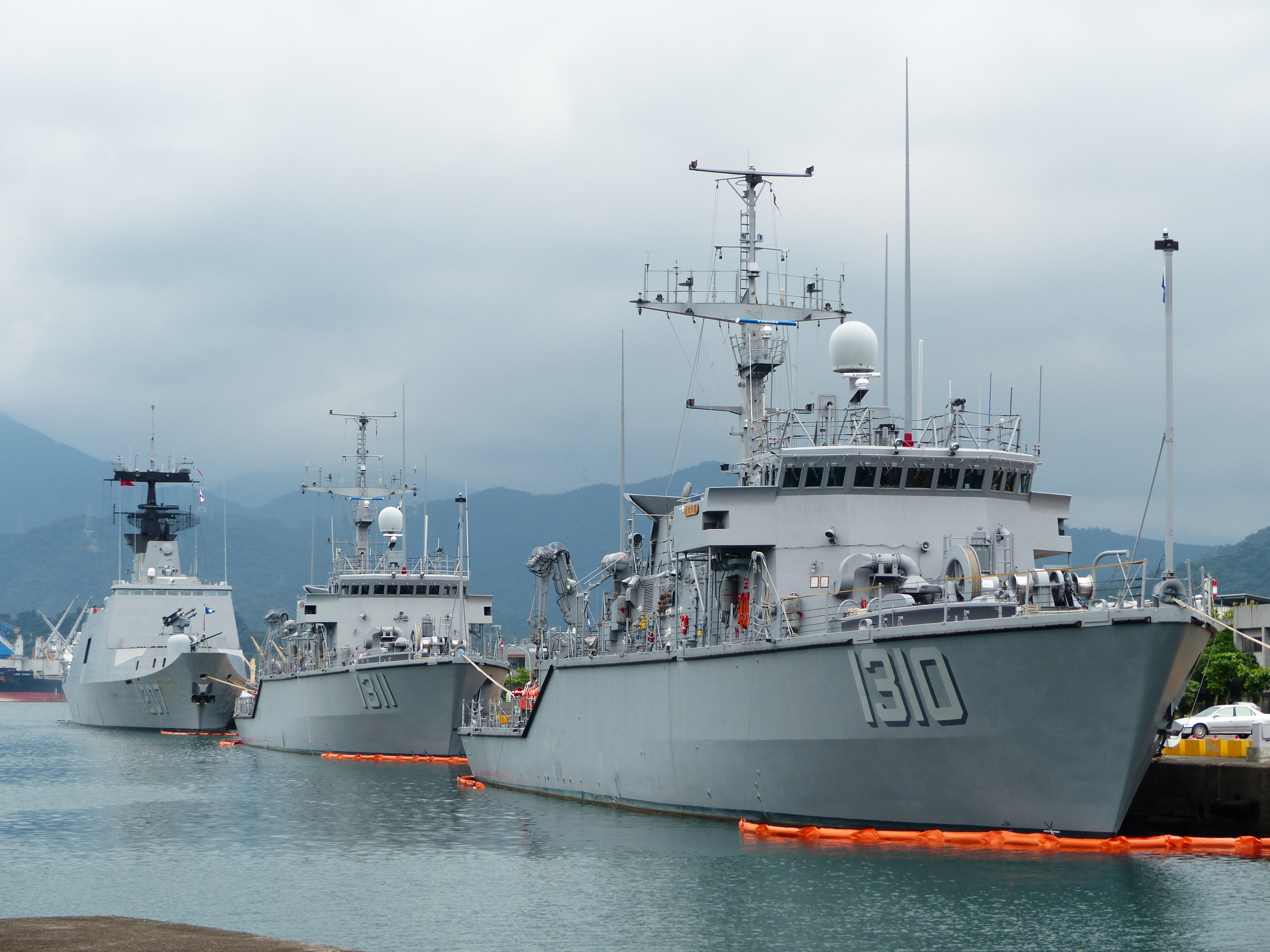
前起停泊於中正軍港的永靖級獵雷艦永靖軍艦（MHC-1310）、永安軍艦（MHC-1311）與武昌軍艦（PFG-1207），攝於2013年營區開放活動
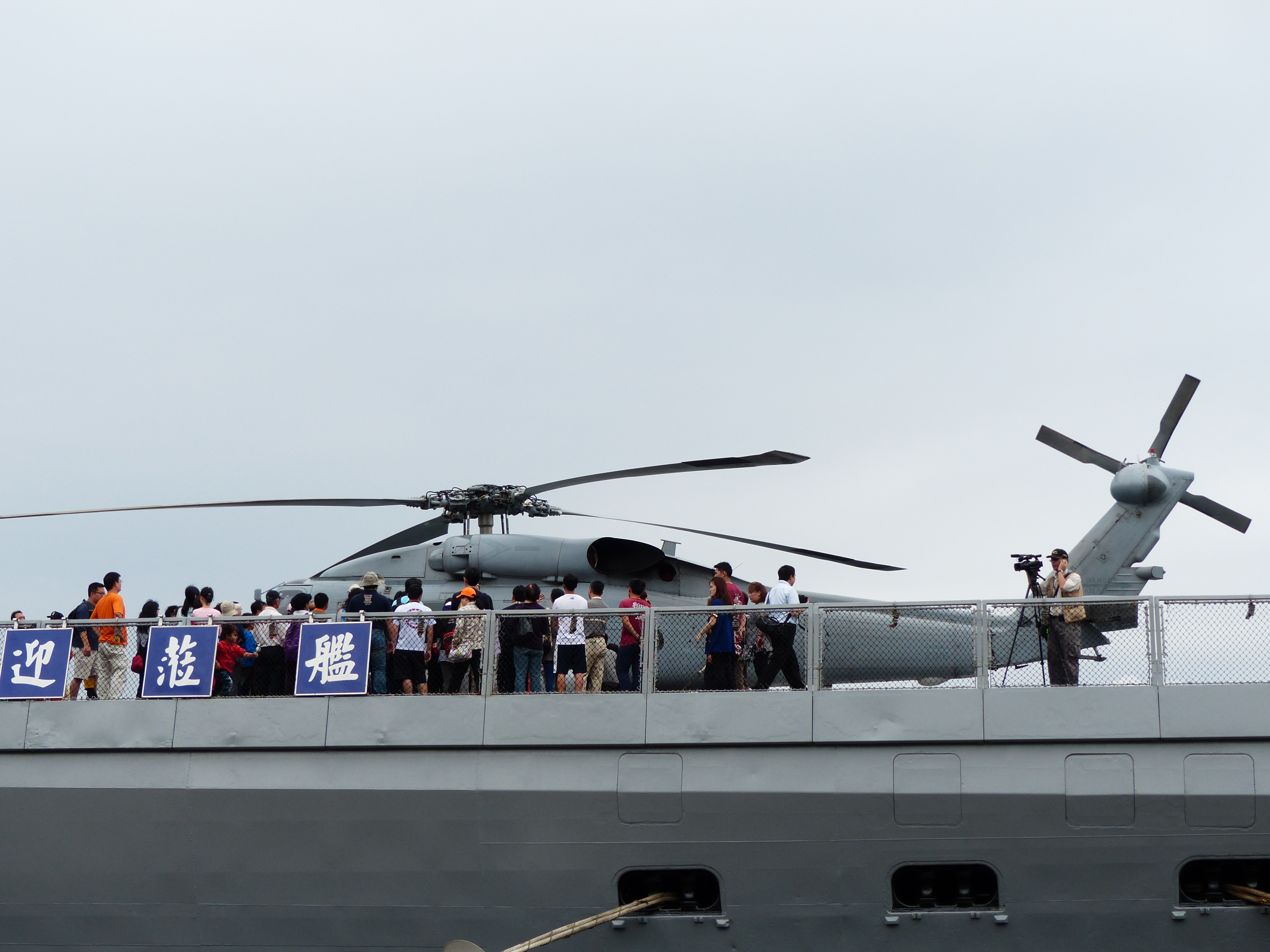
武昌軍艦機庫甲板上的S-70C(M)反潛直昇機
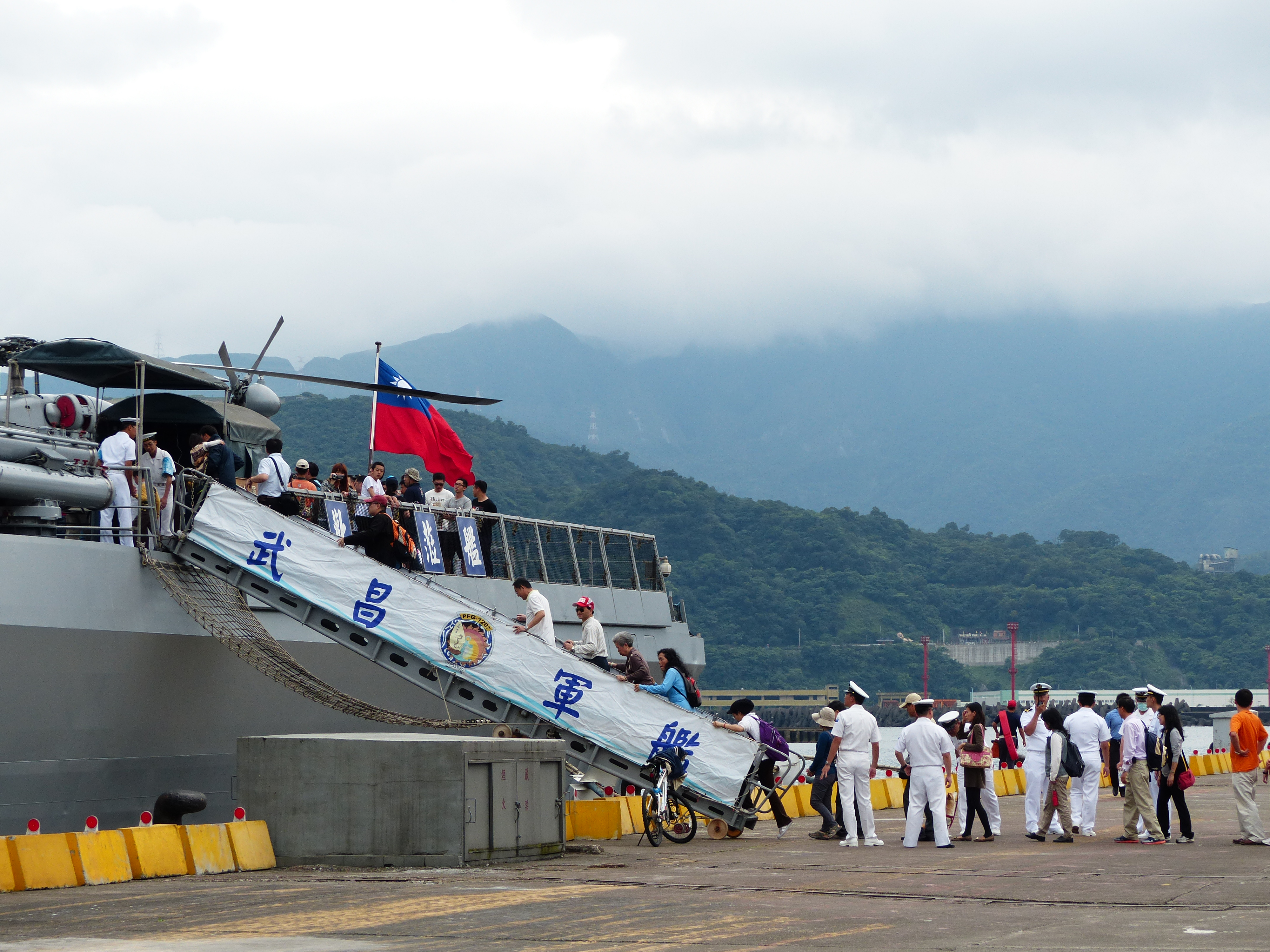
2013年海軍中正軍港營區開放活動，遊客由左舷艦尾舷梯登艦參觀
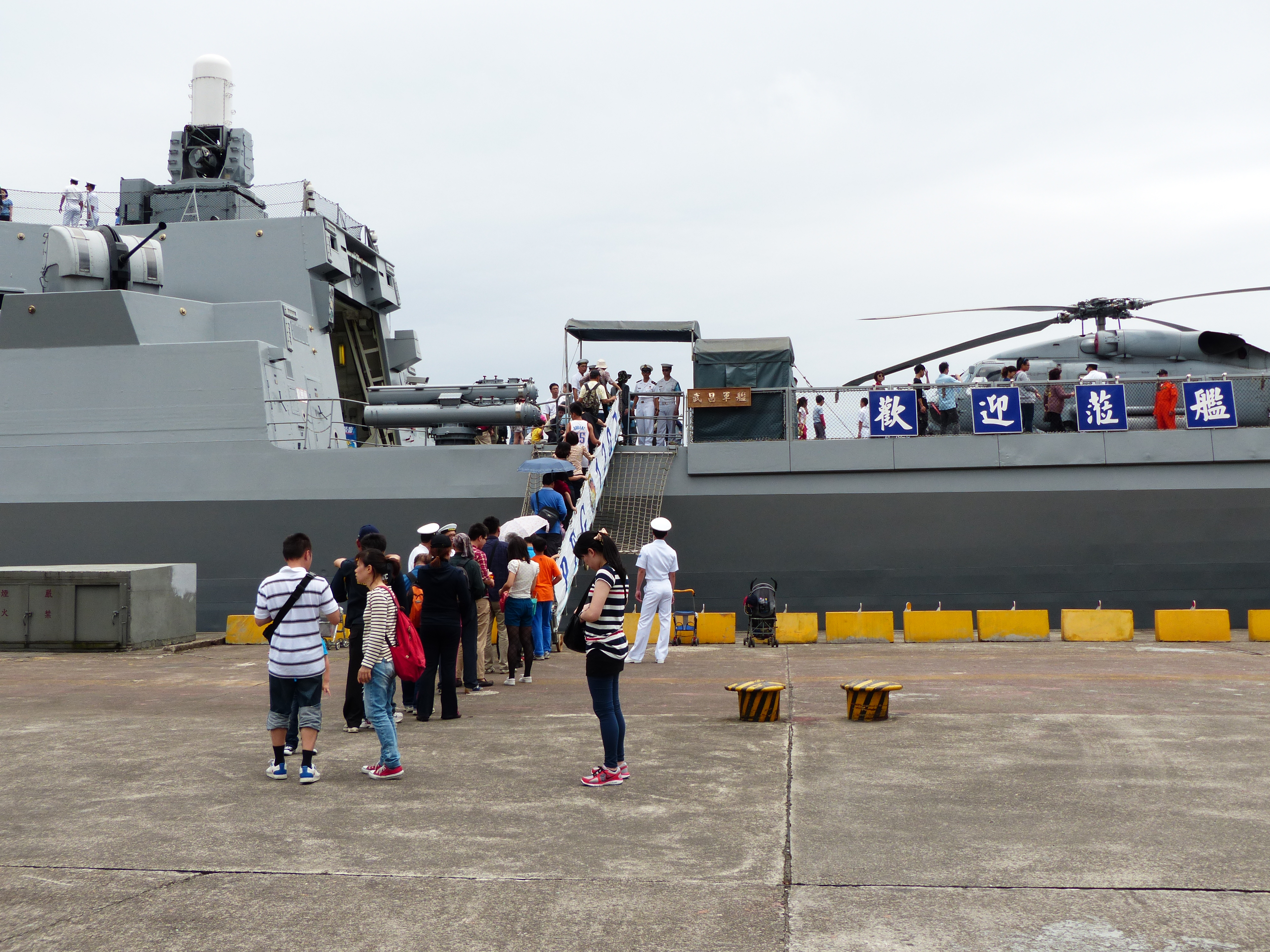
2013年海軍中正軍港營區開放活動，開放參觀中的武昌軍艦左舷後部
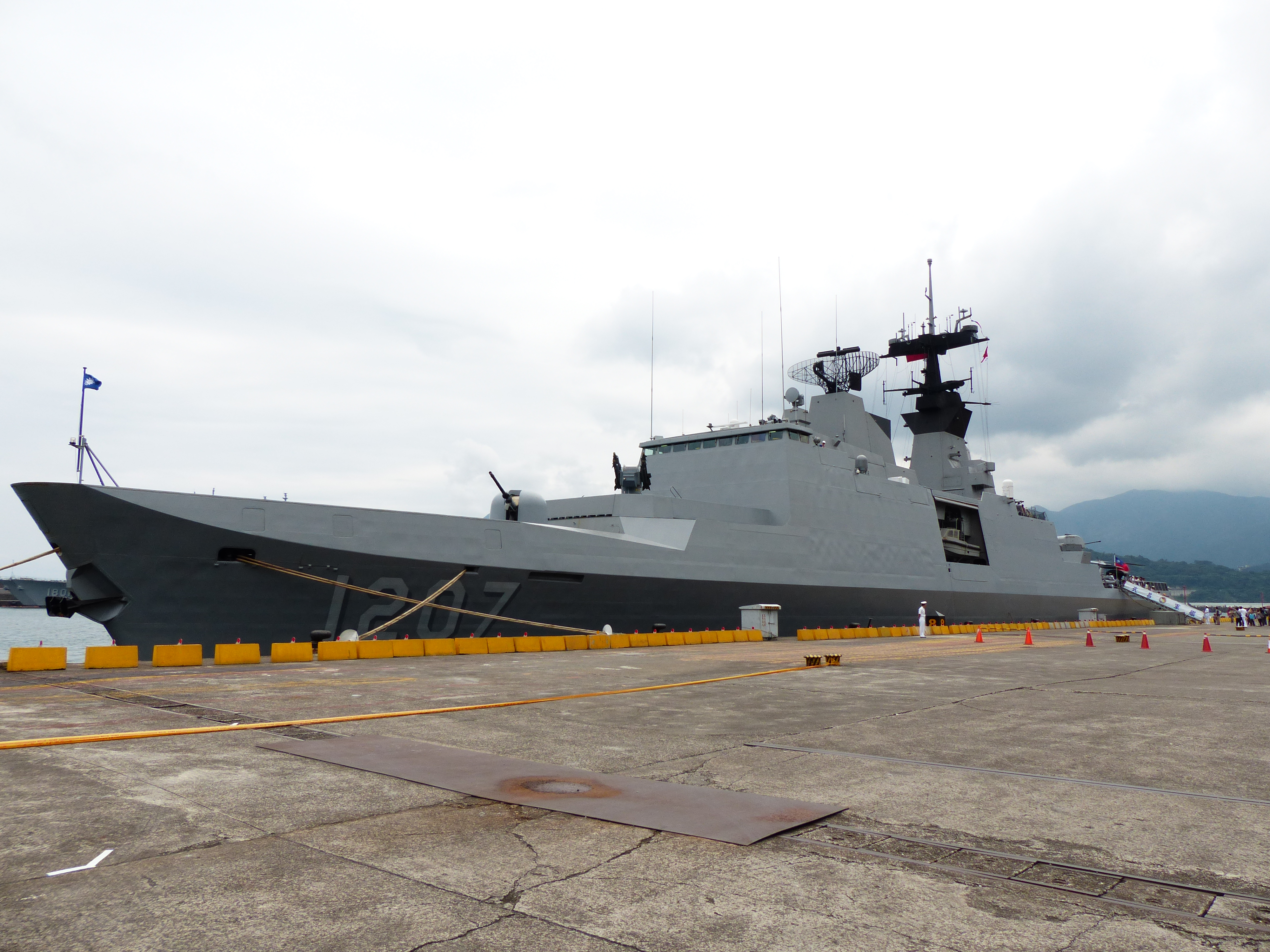
2013年中正軍港營區開放活動，停泊9號碼頭的武昌軍艦
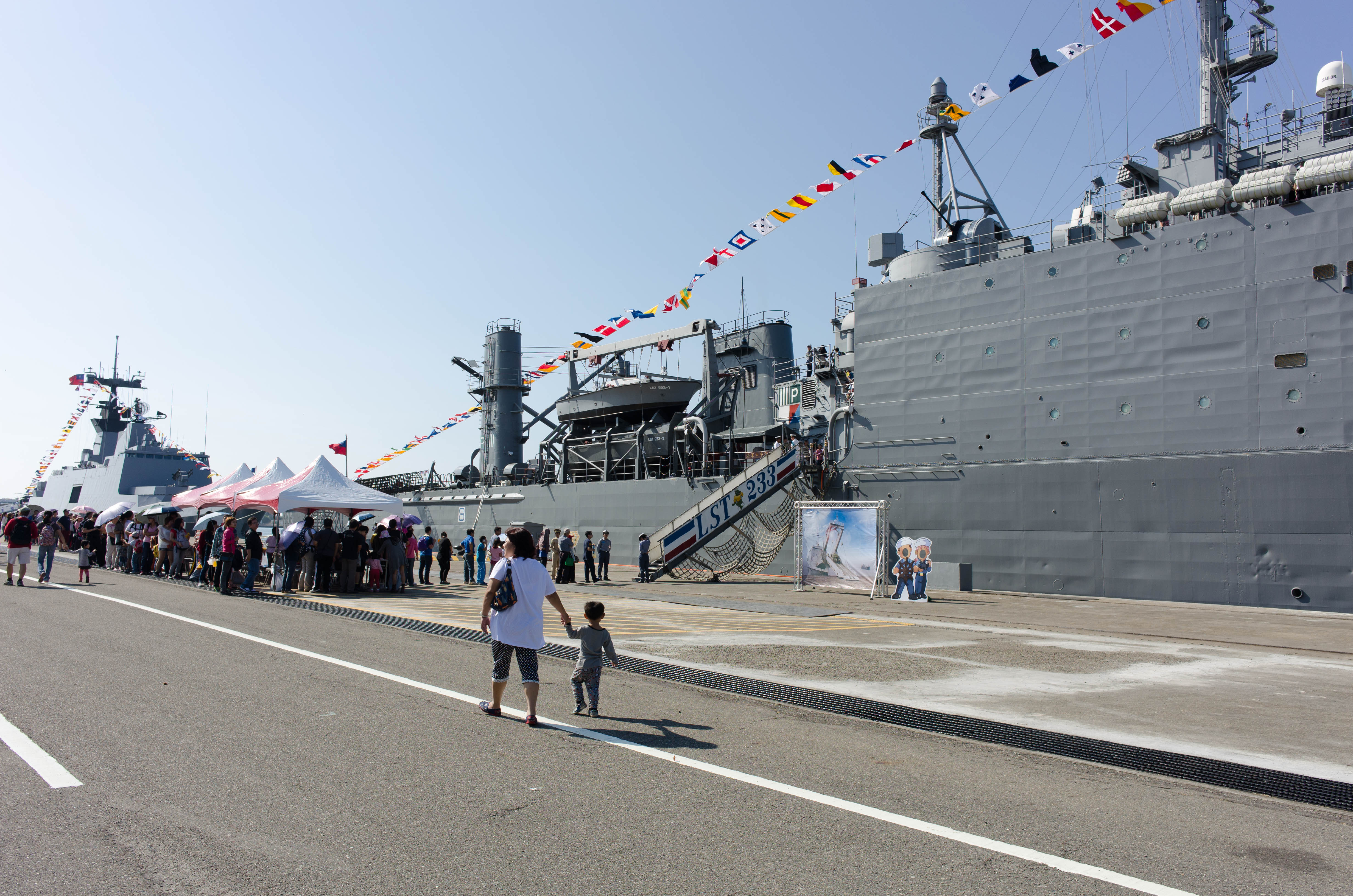
2014年左營軍港營區開放活動下午，東六號碼頭中平號戰車登陸艦（LST-233）前等待登艦的參觀者，後方是武昌軍艦
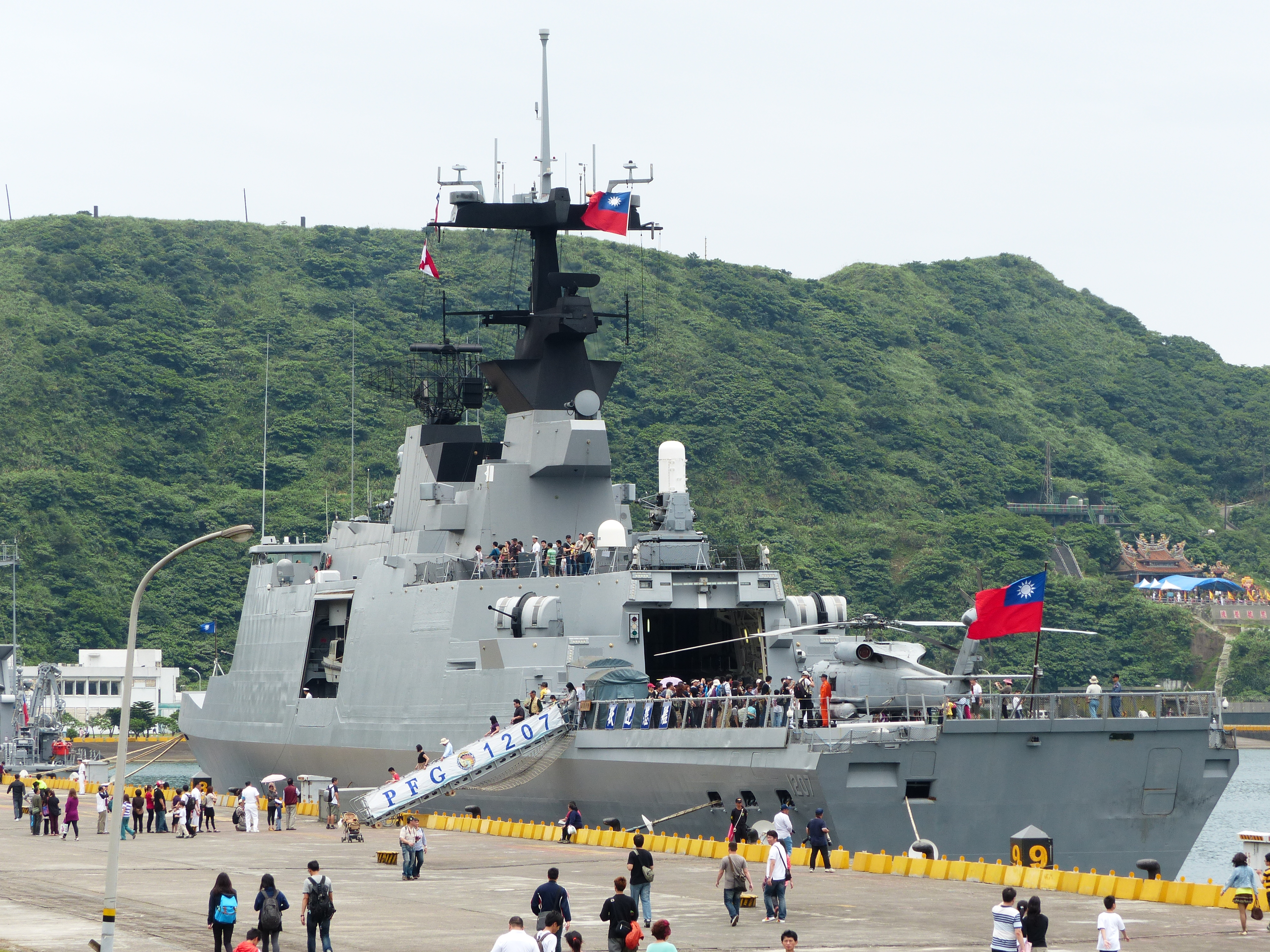
9號碼頭開放參觀中的武昌軍艦後方，攝於11號碼頭濟陽級巡防艦淮陽軍艦艦艉
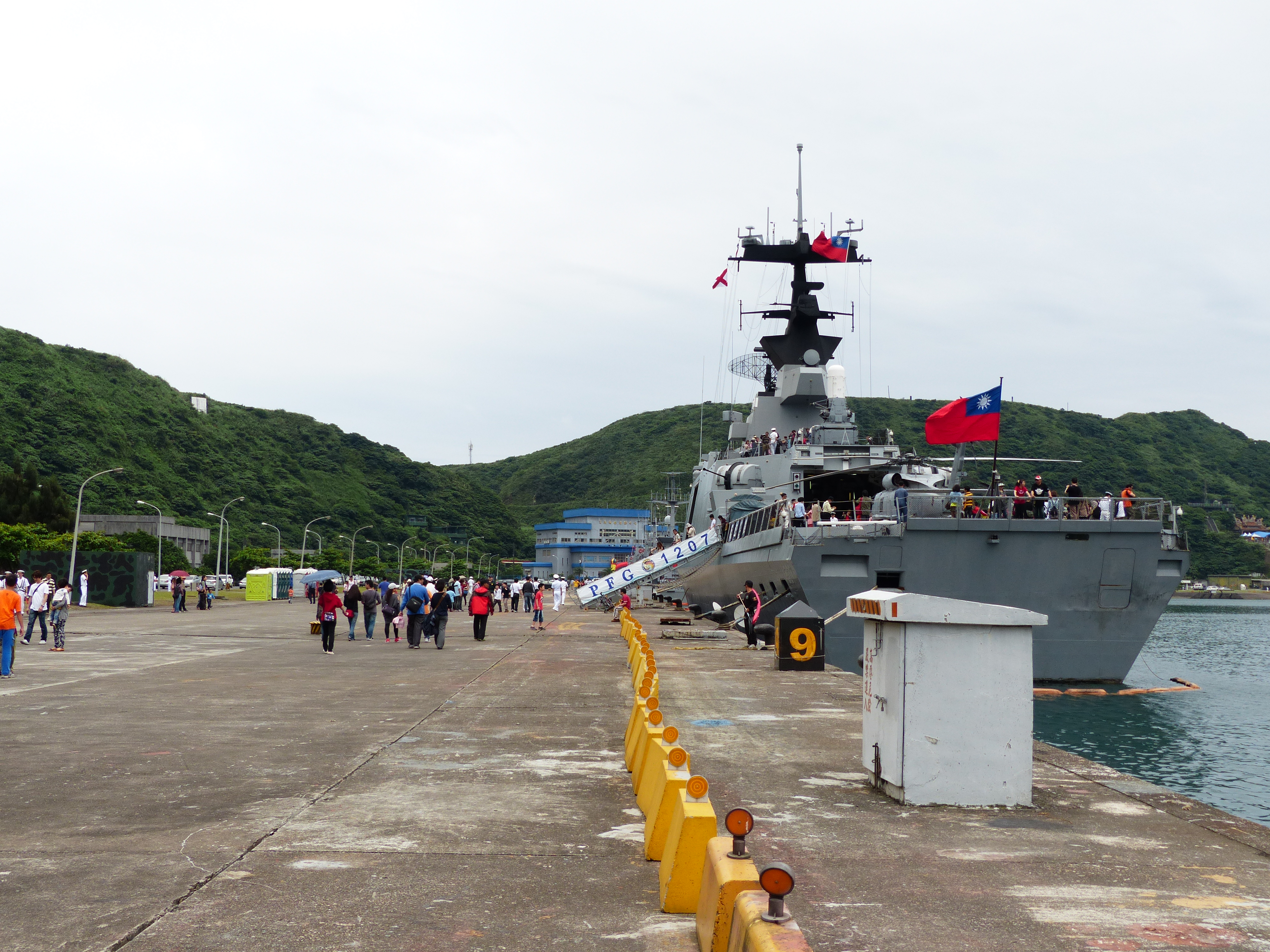
中正軍港9號碼頭開放參觀中的武昌軍艦左後方

## 資料來源
1. ↑  羅添斌. . 自由時報-軍武.   [2023-10-07]. 原始内容存档于2023-10-26.
2. ↑  . 聯合報數位版.   [2025-03-04]. 原始内容存档于2025-05-18.
3. ↑  . 自由時報電子報.   [2022-10-21]. （原始内容存档于2022-10-14）.
4. ↑  涂鉅銘. . 自由時報. 2018-02-01  [2019-04-22]. （原始内容存档于2019-09-10） （中文）.
5. ↑  賴俊佑. . TVBS新聞. 2019-03-24  [2019-04-22]. （原始内容存档于2019-09-09） （中文）.
6. ↑  呂烱昌. . 今日新聞. 2019-04-14  [2019-04-22]. （原始内容存档于2019-04-15） （中文）.
7. ↑  2019/03/18 2019敦睦遠航軍艦 登船參觀 台南市南區 （页面存档备份，存于） youtube

## 外部連結
- （中文）-中國軍艦虛擬博物館-康定級巡防艦
- （日語）-日本周辺国の軍事兵器 （页面存档备份，存于）
- （英文）-Naval Technology - Kang Ding Class Frigates, Taiwan （页面存档备份，存于）